# Park Narodowy Gates of the Arctic
Park Narodowy Gates of the Arctic (ang. Gates of the Arctic National Park and Preserve) – park narodowy położony w północnej części stanu Alaska w Stanach Zjednoczonych. Park został utworzony w 1980 na powierzchni 34 287 km². Nazwa parku w wolnym tłumaczeniu oznacza „Wrota Arktyki”.
Na terenie parku nie ma dróg, szlaków ani żadnej infrastruktury turystycznej. Jednakże, w odległości ok. 8 km od wschodniej granicy parku przebiega autostrada Alaska State Highway 11. Władze parku prowadzą małe centrum turystyczne w pobliżu miejscowości Coldfoot.